# قلعه ماتتو

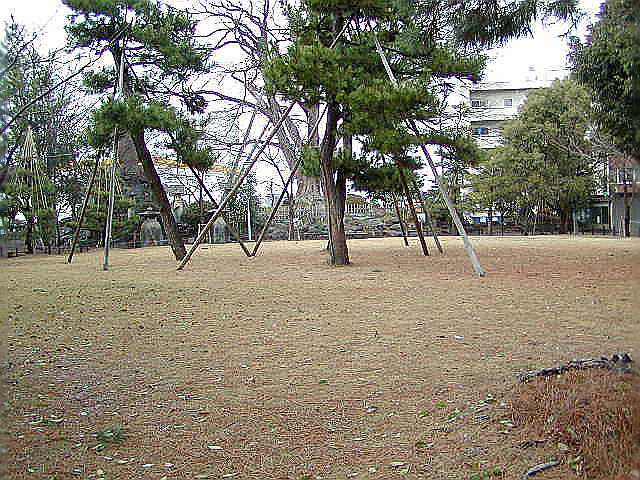
سایت قلعه ویران شده

قلعه ماتّو (به ژاپنی: 松任城 まっとうじょう); یک قلعه ژاپنی در ناحیه ایشیکاوا، ولایت کاگا بود که امروزه در شهر هاکوسان استان ایشیکاوا واقع شده است.
گفته می‌شود که اوئه‌سوگی کنشینقلعه را در جریان نبرد تدوریگاوا در سال ۱۵۷۷ (تنشو ۵) تسخیر و قلعه سقوط کرد، و همچنین گفته می‌شود که توسط ارتش اودا سقوط کرد. کنشین فرماندهان را به قلعه ماتّو فرستاد و خود در کنار فرقه ایکو-ایکی علیه اودا جنگید.